# Наличник

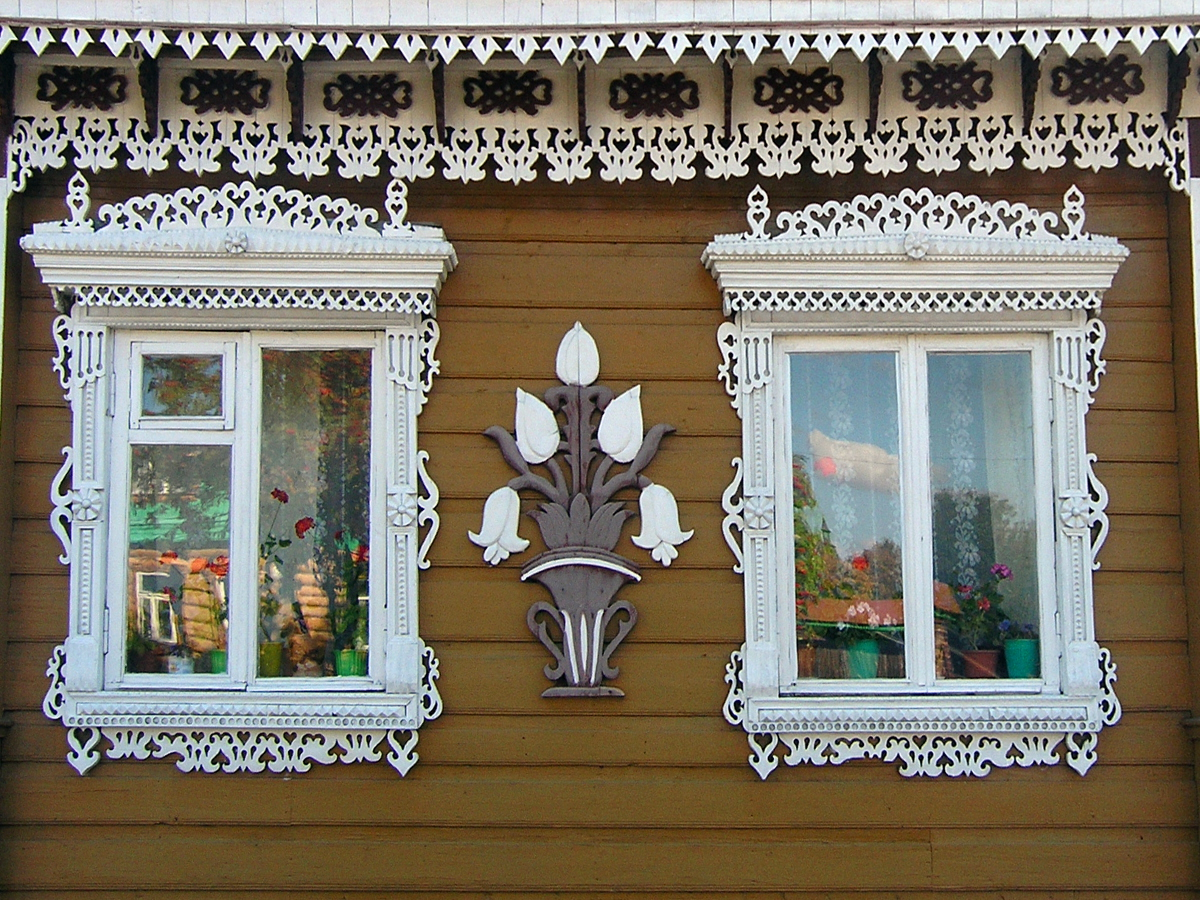
Русские оконные наличники

Оконные наличники с изображением кузнечных клещей в Ижевске
Нали́чник (от лик, лицевать, наличный — лицевой, передний) — «накладное украшенье на лицо предмета, строенья или утвари, накладная планка в виде рамы, вокруг дверей и окон».
Наличник — архитектурная деталь, профилированное обрамление оконного или дверного проёма. Конструктивное значение наличника заключается в том, чтобы закрыть щель между стеной и дверной или оконной коробкой. Однако важнее, зрительный тектонический смысл — выделить, подчеркнуть проём. Ряд оконных и дверных проёмов создают на поверхности постройки определённую ритмическую структуру. Наличники имеют разнообразные профили, раскреповки углов, замко́вые камни, что соотносит их с тем или иным архитектурным стилем.
В русской деревянной архитектуре горизонтальная или вертикальная доска, выполняющая аналогичные функции, называется липень. Простой наличник именуется ленточным; дверной (незамкнутый в нижней части) — неполным. Расширения с изломами в верхних углах («ушками») и «серьгами» (подвесками наподобие античных гуттов) характерны, в частности, для архитектуры стиля «петровского барокко» в Санкт-Петербурге первой четверти XVIII века. В архитектуре западноевропейского барокко и маньеризма «ушки» оконных наличников называются «орийон» (фр. orillon — ушко, ручка). Такие наличники усложняли дополнительным наружным обрамлением — контрналичником, который может включать сандрик или треугольный фронтон в верхней части, а также вертикальные тяги, пилястры или колонки по сторонам, опирающиеся на консоли. Такой усложнённый наличник, по аналогии с архитектоникой ниши, иногда называют эдикулой.
В русской архитектуре XV—XVII веков колонки контрналичника украшали «бусинами», «дыньками». В крестьянском плотничестве использовали резные наличники из дерева, обильно украшенные прорезной или рельефной резьбой. Таким же образом оформляли подзоры и лобовые доски деревянных изб. Во второй половине XIX века подобный промысел получил распространение во многих деревнях Русского Севера и в Поволжье. На Севере использовали пропильную (ажурную) резьбу, в Средней полосе России — «глухую» (рельефную), или «долблёную». Резные наличники, сплошь украшенные орнаментальной и фигурной резьбой, включали колонки, фронтоны, ставни, карнизы.

## Материалы используемые для изготовления наличников
По виду материала, из которого они изготовлены, наличники разделяются на деревянные, композиционные из древесных материалов, пластиковые и металлические.
- Деревянный наличник выполняется из массива древесины методом профильного фрезерования накладных планок или же путём нанесения резных узоров.
- Наличник из композиционных материалов изготавливается из ламинированных МДФ или фанеры.
- Пластиковый наличник выполняется из экструдированного поливинилхлорида (ПВХ) и полиуретана. Реже — из вспененного полистирола.
- Металлический наличник бывает стальной или алюминиевый.

## Формы наличников
По форме наличники, выпускаемые промышленностью в виде погонажных изделий, бывают:
- плоские
- скруглённые
- фигурные

|  |  |  |

## Способы монтажа наличников

Телескопический наличник

Наличник — это погонажное изделие. Его устанавливают по периметру окна П-образно. Он бывает наружным и внутренним. Его устанавливают после монтажа окна в случае, если закрыть монтажный шов больше нечем. Крайне редко он нужен в стандартных квартирных проёмах. Так как такие проёмы имеют наружную четверть, то есть снаружи наличник не нужен. А изнутри монтажный шов закрывается откосами.
По способу монтажа наличники могут быть:
- накладные
- телескопические

Отличие телескопического наличника от накладного состоит в наличии так называемых «крыльев» или «клювика» — выступа, расположенного под прямым углом к плоскости наличника, который входит в соответствующий паз на коробе. Изменением расстояния, на которое выдвинут наличник из паза, достигается полное закрытие места стыка между коробом и наличником при различной толщине стен.